# Iván Espinosa de los Monteros
Iván Espinosa de los Monteros y de Simón (Madrid, 3 de gener de 1971) és un promotor immobiliari i polític espanyol, sotssecretari de relacions internacionals del partit polític Vox. Va ser diputat de la XIII legislatura de les Corts Generals, en la qual va exercir de portaveu del Grup Parlamentari de Vox al Congrés dels Diputats fins que es va donar de baixar del partit d'agost de 2023, després dels mals resultats del partit en les eleccions generals del 23-J.

## Biografia

### Orígens, formació i primers anys
Nascut a Madrid el 3 de gener de 1971, és fill de l'empresari Carlos Espinosa dels Monteros i Bernaldo de Quirós, iv marquès de Valtierra, i de María Eugenia de Simón i Vallarino. És descendent de Carlos Espinosa dels Monteros y Sagaseta de Ilurdoz, militar i diplomàtic espanyol, al favor del qual va ser creat el marquesat de Valtierra per Alfons XIII el 1907.
Va estudiar Ciències Econòmiques i Empresarials a la Universitat Pontifícia de Comillas i va obtenir un MBA de finances als Estats Units d'Amèrica. L'any 2001 va contreure matrimoni amb Rocío Monasterio, arquitecta hispanocubana, amb qui ha tingut quatre fills. El matrimoni de vegades ha treballat conjuntament en el sector de la construcció, comprant espais sense ús per convertir-los en habitatges de luxe dissenyats per Monasterio. Espinosa també ha treballat en empreses de consultoria, gestió i inversió.
Ha col·laborat com a tertulià en programes de televisió com El Gato al Agua (IntereconomíaTV) o Espejo Público (Antena 3).

### Dirigent de Vox
Lligat al partit polític Vox des de la seva fundació el 2013, va ocupar el càrrec de secretari general de la Comissió Organitzadora Provisional abans de la celebració del primer congrés del partit. A continuació, Espinosa va passar a ocupar la Secretaria General del partit fins a octubre de 2016, quan va prendre càrrec de la Sotssecretaria de Relacions Internacionals. Va ser número 2 de la llista electoral del partit per a les eleccions al Parlament Europeu de 2014 encapçalada per Alejo Vidal-Quadras, la qual no va obtenir representació.
També es va presentar com a candidat al Senat per Vox per Madrid en les eleccions al Senat de 2015 i de 2016, obtenint, respectivament,27.222 i 20.373 vots, lluny dels 725.719 i 720.901 vots obtinguts pel darrer senador electe a cada elecció.
En l'assemblea de 2016 que reelegí Santiago Abascal com a president del partit, Ortega Smith fou nomenat secretari general rellevant Iván Espinosa.
El març de 2019 va ser confirmat com a tercer a la llista de Vox per a les eleccions al Congrés per Madrid del 28 d'abril encapçalada per Santiago Abascal. Espinosa va ser escollit diputat en els comicis al obtenir la candidatura de Vox 5 diputats en la circumscripció. A partir de la constitució de la xiii legislatura de la cambra baixa, el 21 de maig de 2019, va passar a exercir de portaveu del Grup Parlamentari de Vox.
El 8 d'agost de 2023 va deixar el càrrec per motius personals i familiars, sent rellevat com a portaveu de Vox al Congrés dels Diputats per Pepa Millán en la XV Legislatura Espanyola.

## Posicions polítiques
Espinosa ha criticat en diferents ocasions a la Llei de Violència de Gènere. També s'ha manifestat a favor de la il·legalització de partits contraris a la unitat d'Espanya i que no renuncien al marxisme. S'ha manifestat a favor de la unitat d'Espanya i de la monarquia. Antic votant del Partit Popular, s'ha mostrat crític posteriorment amb aquesta formació.

## Polèmiques

### Procediments judicials
A l'abril de 2019, el diari digital eldiario.es informava que un jutjat de Madrid havia condemnat a una empresa, de la qual Espinosa era únic accionista i administrador, a pagar part d'un deute que havia contret amb una constructora. Espinosa hauria contractat aquesta constructora amb el propòsit de realitzar unes obres en un habitatge a Madrid i sobre les quals va haver-hi discrepàncies, havent pagat Espinosa part de les reparacions necessàries (l'import de les quals el jutjat va descomptar de la quantitat reclamada). La condemna va ser ratificada per l'Audiència Provincial de Madrid. Al setembre de 2018, un jutjat de 1ª Instància de Madrid va condemnar Espinosa a realitzar el pagament d'aquest deute (57.038 €), ja que la seva empresa havia declarat un concurs de creditors.